# Koroužné
Koroužné (en allemand : Koraschna) est une commune du district de Žďár nad Sázavou, dans la région de Vysočina, en République tchèque. Sa population s'élevait à 261 habitants en 2020.

## Géographie
Koroužné est arrosée par la Svratka et se trouve à 6 km à l'est de Bystřice nad Pernštejnem, à 30 km à l'est-sud-est de Žďár nad Sázavou, à 56,5 km à l'est-nord-est de Jihlava et à 152 km au sud-est de Prague.
La commune est limitée par Vír au nord, par Věstín au nord-est, par Prosetín à l'est, par Štěpánov nad Svratkou au sud et par Bystřice nad Pernštejnem à l'ouest.

## Histoire
La première mention écrite de la localité date de 1377.

## Administration
La commune se compose de trois quartiers :
- Kobylnice
- Koroužné
- Švařec

## Transports
Par la route, Koroužné se trouve à 9,5 km de Bystřice nad Pernštejnem, à 35 km de Žďár nad Sázavou, à 71,5 km de Jihlava et à 192 km de Prague.